# Maple Lake, Minnesota
Maple Lake är en ort i Wright County, Minnesota, USA.